# Confederația canadiană

Evoluția consolidării hărții administrative a CAN de la obținerea statului de Confederație, deci, „de facto," a independenței (1 iulie 1867)

Confederația canadiană (în franceză Confédération canadienne) a fost procesul prin care coloniile britanice din Canada, Noua Scoție și Noul Brunswick s-au unificat în Dominionul Canadei la 1 iulie 1867. Prin confederație vechea provincie Canada era divizată în Ontario și Quebec, împreună cu Noua Scoție și Noul Brunswick, noua federație cuprindea așadar patru provincii. De-a lungul anilor după confederație, Canada a cunoscut numeroase modificări teritoriale și expansiuni, rezultând în uniunea actuală a zece provincii și trei teritorii.

## Alte surse generale
- en  Buckner, Phillip. " 'British North America and a Continent in Dissolution' The American Civil War in the Making of Canadian Confederation." Journal of the Civil War Era 7.4 (2017): 512–540. online
- en  Careless, J.M.C. "George Brown and Confederation", Manitoba Historical Society Transactions, Series 3, Number 26, 1969–70 online
- en  Creighton, Donald Grant. The Road to Confederation: The Emergence of Canada, 1863–1867 (1965)  a standard history online
- en  Creighton, Donald Grant. John A. Macdonald: The Young Politician. Vol. 1 (1952) vol 1 of biography of Macdonald
- en  Gwyn, Richard. John A: The Man Who Made Us (2008) vol 1 of biography of Macdonald
- en  Knox, Bruce A. "Conservative Imperialism 1858–1874: Bulwer Lytton, Lord Carnarvon, and Canadian Confederation." International History Review (1984) 6#3 pp: 333–357.
- en  Martin, Ged. Britain and the origins of Canadian confederation, 1837–67 (UBC Press, 1995).
- en  Martin, Ged, ed. The Causes of Canadian confederation (Acadiensis Press, 1990).
- en  Moore, Christopher. 1867: How the Fathers Made a Deal (McClelland & Stewart, 2011)
- en  Morton, William Lewis. The critical years: the union of British North America, 1857–1873 (McClelland & Stewart, 1964) a standard history
- en  Smith, Andrew.  British Businessmen and Canadian Confederation Constitution-Making in an Era of Anglo-Globalization (McGill-Queen's University Press, 2008)
- en  Smith, Andrew. "Toryism, Classical Liberalism, and Capitalism: The Politics of Taxation and the Struggle for Canadian Confederation." Canadian Historical Review 89#1 (2008): 1–25.
- en  Smith, Jennifer. "Canadian confederation and the influence of American federalism." Canadian Journal of Political Science 21#3 (1988): 443–464.
- en  Smith, Peter J. "The Ideological Origins of Canadian Confederation". Canadian Journal of Political Science 1987. 20#1 pp : 3–29.
- en  Vronsky, Peter. Ridgeway: The American Fenian Invasion and the 1866 Battle That Made Canada (Penguin Canada, 2011)
- en  Waite, Peter B. The life and times of Confederation, 1864–1867: politics, newspapers, and the union of British North America (Robin Brass Studio, 2001).
- en  White, Walter Leroy, and W. C. Soderlund. Canadian Confederation: A Decision-making Analysis (McGill-Queen's Press-MQUP, 1979)
- en  Wilson, David A. Thomas D'Arcy McGee: The Extreme Moderate, 1857–1868. Vol. 2 (McGill-Queen's Press-MQUP, 2011)

### Provincii, regiuni și teritorii
- en  Bailey, Alfred G. "The basis and persistence of opposition to confederation in New Brunswick." Canadian Historical Review 23#4 (1942): 374–397.
- en  Bailey, Alfred G. "Railways and the Confederation Issue in New Brunswick, 1863–1865."  Canadian Historical Review 21#4 (1940): 367–383.
- en  Bolger, Francis. "Prince Edward Island and Confederation"  CCHA, Report, 28 (1961) pp: 25–30 online Arhivat în 4 octombrie 2012, la Wayback Machine.
- en  Bonenfant, Jean-Charles. The French Canadians and the birth of Confederation (Canadian Historical Association, 1966)
- en  Buckner, Phillip. "CHR Dialogue: The Maritimes and Confederation: A Reassessment." Canadian Historical Review 71#1 (1990) pp: 1–45.
- en  Hiller, James. Confederation Defeated: The Newfoundland Election of 1869 (Newfoundland Historical Society, 1976)
- en  Pryke, Kenneth G. Nova Scotia and Confederation, 1864–74 (1979)
- en  Shelton, W. George, ed. British Columbia and Confederation (1967)
- en  Silver, Arthur I. The French-Canadian idea of confederation, 1864–1900 (University of Toronto Press, 1997)
- en  Wilson, George E. "New Brunswick's entrance into confederation." Canadian Historical Review 9#1 (1928): 4–24.